# بولكين
بولكين Bolken هي بلدية في مقاطعة واسرمت في كانتون سولوتورن في سويسرا.

## التاريخ
تم ذكر بولكين لأول مرة في عام 1429 باسم زي بوليكون ze Bollikon.

## روابط خارجية
- Bolken بالألمانية وبالفرنسية وبالإيطالية من قاموس سويسرا التاريخي على الإنترنت.